# Central Product Classification
Die Central Product Classification (Abkürzung: CPC; deutsch Zentrale Gütersystematik) ist die Klassifikation der Güter durch die Vereinten Nationen (UNO). Sie gilt seit 1989 und wird in unregelmäßigen Abständen verbessert und den Veränderungen in der Wirtschaft angepasst. Die derzeit gültige Version ist die CPC Vers. 2.
Ziel der CPC ist es, alle Güter, die Gegenstand einer inländischen oder internationalen wirtschaftlichen Transaktion sein können, zu erfassen. Berücksichtigt werden hierbei sowohl Waren und Dienstleistungen, als auch materielle (Grund und Boden) und immaterielle (Patente, Copyrights) Vermögenswerte. Halten sich die Statistiker der einzelnen Volkswirtschaften an die CPC, so können die Volkswirtschaften, genauer gesagt ihre Produktion und ihr Handel miteinander verglichen werden.
Außer der UNO erstellen auch andere Organisationen Güterklassifikationen, die heute aber meist auf der CPC aufbauen. Die Güterklassifikation der EU ist die Classification of Products by Activity (CPA, deutsch: Europäische Güterklassifikation in Verbindung mit den Wirtschaftszweigen, diese ist aber nicht mit der CPC, sondern mit der Wirtschaftszweig-Systematik NACE respektive ISIC harmonisiert), die Kombinierte Nomenklatur (KN) und die PRODCOM.